# Paratetralophodon
Paratetralophodon (лат.) — вымерший род хоботных, обитавших в позднем неогеновом периоде (поздний миоцен-плиоцен). Ископаемые остатки найдены в Индии и Китае. Изначально род классифицировался как представитель семейства Gomphotheriidae, но дальнейшие исследования показали его более тесное родство с современными слонами.
Paratetralophodon hasnotensis, найденный в Сивалик-Хиллс в Северной Индии — единственный неспорный вид в составе рода, хотя дальневосточный «Tetralophodon» exoletus предварительно описан как близкий к Paratetralophodon на основе сходства с P. hasnotensis, тогда как образцы из Ланьтяня, Китай, возможно, принадлежат неназванному виду Paratetralophodon.